# Tågsjöbrännan
Tågsjöbrännans naturreservat ligger väster om Myckelgensjö, i Anundsjö socken, i Örnsköldsviks kommun.
Reservatet omfattar 19 hektar och avsattes 1990 för att bevara ett skogsområde som påverkats av skogsbrand.
Området brann i juni 1988 och är också antaget av Regeringen som Natura 2000-område. 